# Liste des Playmates des années 1980
La Playmate of the Month, ou Miss, est une femme désignée chaque mois par le magazine Playboy. Elle apparaît sur le dépliant central du magazine, appelé centerfold.
La Playmate of the Year est quant à elle désignée chaque année parmi les 12 Playmates of the Month de l'année précédente.
Dans cette liste, le drapeau indique le pays de naissance de la playmate, non sa nationalité. 

## Parannéeet parmois

### 1980
Playmate of the Year : Dorothy Stratten, Miss Août 1979

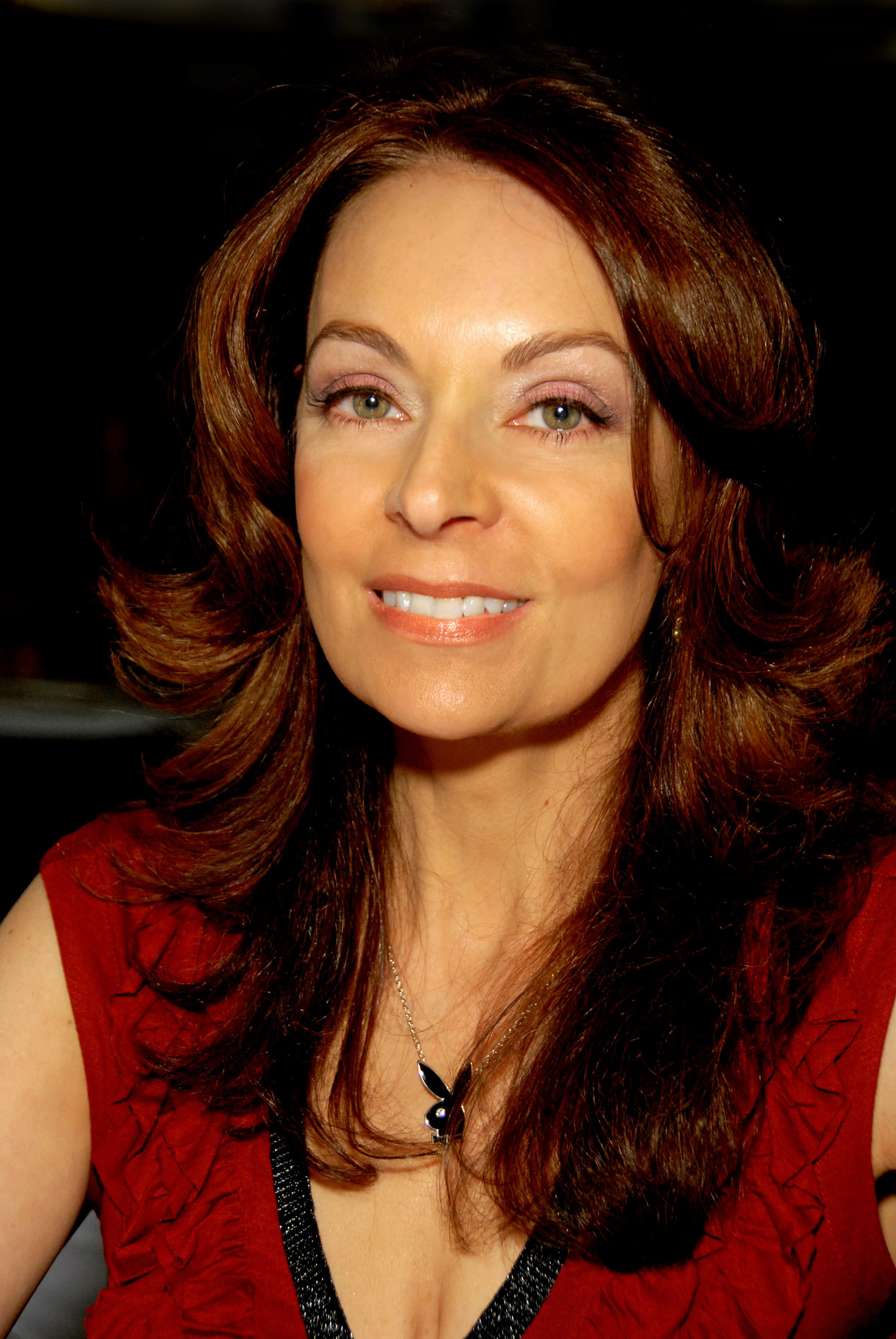
Liz Glazowski

| Miss           | Playmate         | Née le      | Lieu de naissance        | Décès le | Photos                        | Remarques |
| -------------- | ---------------- | ----------- | ------------------------ | -------- | ----------------------------- | --------- |
| Miss January   | Gig Gangel       | 17/10/1958  | Harlingen, Texas         |          | Ken Marcus                    |           |
| Miss February  | Sandy Cagle      | 02/002/1957 | Milwaukee, Wisconsin     |          | Pompeo Posar                  |           |
| Miss March     | Henriette Allais | 22/07/1954  | Jacksonville, Floride    |          | Richard Fegley / Arny Freytag |           |
| Miss April     | Liz Glazowski    | 19/12/1957  | Zakopane, Pologne        |          | Ken Marcus                    |           |
| Miss May       | Martha Thomsen   | 25/01/1957  | Moses Lake, Washington   |          | Arny Freytag                  |           |
| Miss June      | Ola Ray          | 16/08/1960  | Saint-Louis, Missouri    |          | Richard Fegley                |           |
| Miss July      | Teri Peterson    | 06/11/1959  | Santa Monica, Californie |          | Phillip Dixon                 |           |
| Miss August    | Victoria Cooke   | 31/07/1957  | Hollywood, Californie    |          | Mario Casilli                 |           |
| Miss September | Lisa Welch       | 11/11/1960  | Aberdeen, Maryland       |          | Pompeo Posar / Ken Marcus     |           |
| Miss October   | Mardi Jacquet    | 02/11/1960  | Châteauroux, France      |          | Richard Fegley                |           |
| Miss November  | Jeana Tomasino   | 18/09/1955  | Milwaukee, Wisconsin     |          | Richard Fegley                |           |
| Miss December  | Terri Welles     | 21/11/1956  | Santa Monica, Californie |          | Richard Fegley                | PMOY 1981 |

### 1981
Playmate of the Year : Terri Welles, Miss December 1981

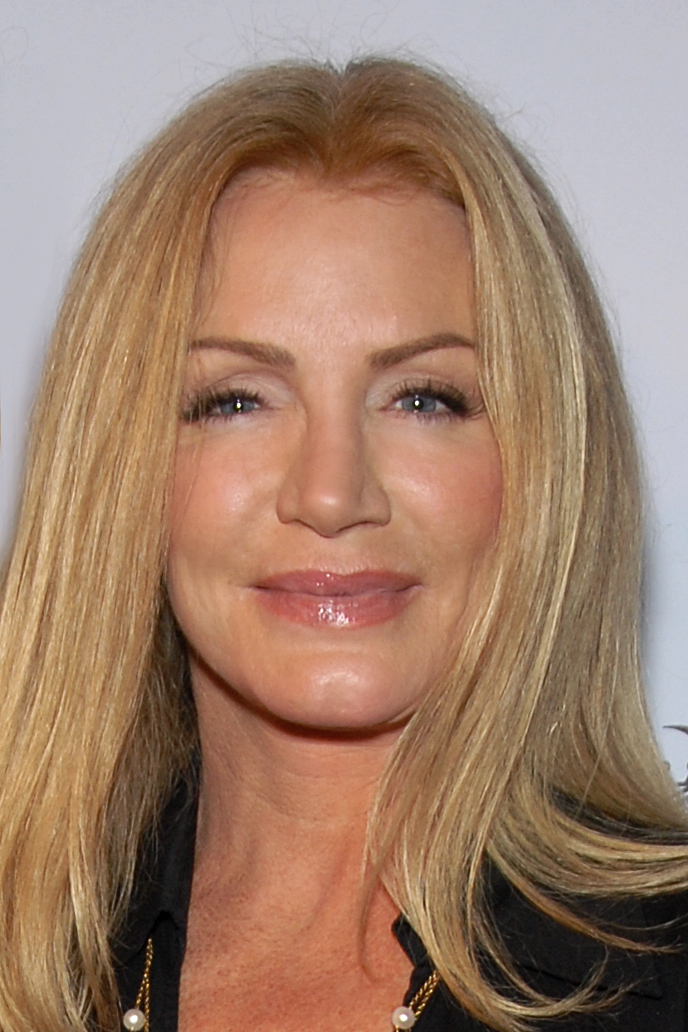
Shannon Tweed

| Miss           | Playmate           | Née le     | Lieu de naissance               | Décès le   | Photos                           | Remarques |
| -------------- | ------------------ | ---------- | ------------------------------- | ---------- | -------------------------------- | --------- |
| Miss January   | Karen Price        | 17/07/1960 | Pasadena, Californie            |            | Ken Marcus                       |           |
| Miss February  | Vicki Lasseter     | 19/02/1960 | Iola, Kansas                    |            | Arny Freytag                     |           |
| Miss March     | Kymberly Herrin    | 02/10/1957 | Santa Barbara, Californie       | 28/10/2022 | Arny Freytag                     |           |
| Miss April     | Lorraine Michaels  | 23/01/1958 | Canterbury, Angleterre          |            | Arny Freytag                     |           |
| Miss May       | Gina Goldberg      | 30/06/1959 | Turku, Finlande                 |            | Arny Freytag                     |           |
| Miss June      | Cathy Larmouth     | 15/07/1953 | Torrance, Californie            | 04/01/2007 | Ken Marcus                       |           |
| Miss July      | Heidi Sorenson     | 05/08/1960 | Vancouver, Colombie Britannique |            | Ken Marcus                       |           |
| Miss August    | Debbie Boostrom    | 23/06/1955 | Peoria, Illinois                | 17/07/2008 | Mario Casilli                    |           |
| Miss September | Susan Smith        | 14/01/1959 | Beloit, Wisconsin               |            | Robert Scott Hooper / Ken Marcus |           |
| Miss October   | Kelly Tough        | 16/12/1961 | Vancouver, Colombie Britannique |            | Mario Casilli                    |           |
| Miss November  | Shannon Tweed      | 10/03/1957 | St. John's, Terre-Neuve         |            | Richard Fegley                   | PMOY 1982 |
| Miss December  | Patricia Farinelli | 18/03/1960 | Los Angeles, Californie         |            | Ken Marcus                       |           |

### 1982
Playmate of the Year : Shannon Tweed, Miss November 1981

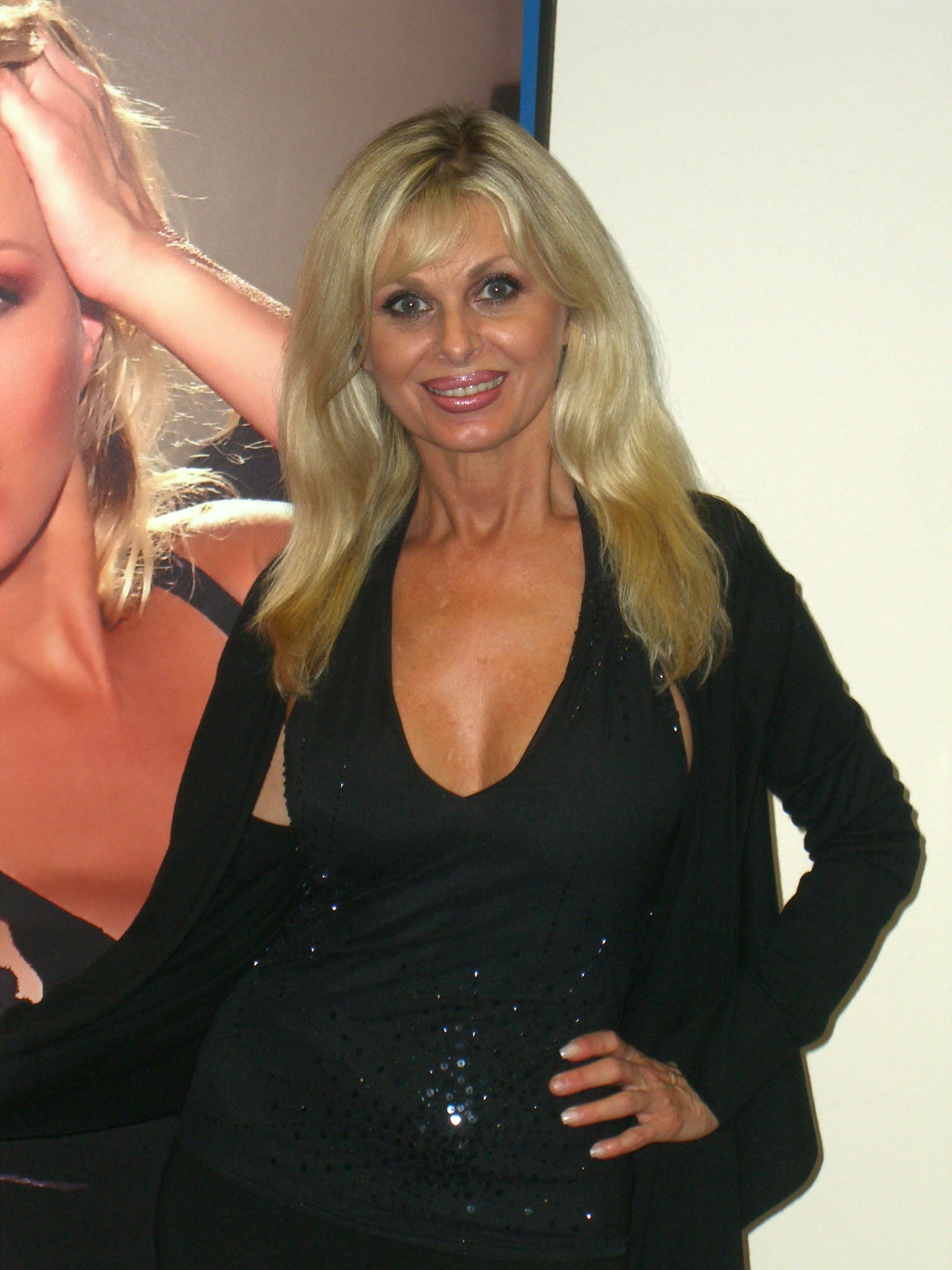
Cathy St.George

| Miss           | Playmate          | Née le     | Lieu de naissance       | Décès le   | Photos                       | Remarques |
| -------------- | ----------------- | ---------- | ----------------------- | ---------- | ---------------------------- | --------- |
| Miss January   | Kimberly McArthur | 16/09/1962 | Fort Worth, Texas       |            | Arny Freytag                 |           |
| Miss February  | Anne-Marie Fox    | 28/09/1962 | Los Angeles, Californie |            | Phillip Dixon / Arny Freytag |           |
| Miss March     | Karen Witter      | 13/12/1961 | Long Beach, Californie  |            | Arny Freytag                 |           |
| Miss April     | Linda Rhys Vaughn | 11/08/1959 | Grossmont, Californie   |            | Pompeo Posar / Kerry Morris  |           |
| Miss May       | Kym Malin         | 31/07/1962 | Dallas, Texas           |            | Pompeo Posar                 |           |
| Miss June      | Lourdes Estores   | 11/01/1958 | Honolulu, Hawaii        |            | Ken Marcus                   |           |
| Miss July      | Lynda Wiesmeier   | 30/05/1963 | Washington              | 16/12/2012 | Richard fegley               |           |
| Miss August    | Cathy St. George  | 23/08/1954 | Norfolk, Virginie       |            | Ken Marcus                   |           |
| Miss September | Connie Brighton   | 14/05/1959 | Wichita Falls, Texas    |            | Richard Fegley               |           |
| Miss October   | Marianne Gravatte | 13/12/1959 | Hollywood, Californie   |            | Richard Fegley               | PMOY 1983 |
| Miss November  | Marlene Janssen   | 02/09/1958 | Rock Island, Illinois   |            | Kerry Morris / Arny Freytag  |           |
| Miss December  | Charlotte Kemp    | 27/01/1961 | Omaha, Nebraska         |            | Ken Marcus                   |           |

### 1983
Playmate of the Year : Marianne Gravatte, Miss October 1982
| Miss           | Playmate           | Née le     | Lieu de naissance            | Décès le | Photos                                      | Remarques |
| -------------- | ------------------ | ---------- | ---------------------------- | -------- | ------------------------------------------- | --------- |
| Miss January   | Lonny Chin         | 12/08/1960 | Liverpool, Angleterre        |          | Arny Freytag                                |           |
| Miss February  | Melinda Mays       | 23/02/1962 | Augusta, Géorgie             |          | Arny Freytag                                |           |
| Miss March     | Alana Soares       | 21/02/1964 | Redondo Beach, Californie    |          | Ken Marcus                                  |           |
| Miss April     | Christina Ferguson | 18/03/1964 | Phoenix, Arizona             |          | Richard Fegley                              |           |
| Miss May       | Susie Scott        | 02/11/1963 | San Diego, Californie        |          | Stephen Wayda                               |           |
| Miss June      | Jolanda Egger      | 08/01/1960 | Lucerne, Suisse              |          | Pompeo Posar                                |           |
| Miss July      | Ruth Guerri        | 12/02/1958 | Saint Louis, Missouri        |          | Pompeo Posar / Arny Freytag / Stephen Wayda |           |
| Miss August    | Carina Persson     | 14/07/1958 | Stockholm, Suède             |          | Kerry Morris / Ken Marcus                   |           |
| Miss September | Barbara Edwards    | 26/06/1960 | Albuquerque, Nouveau Mexique |          | Kerry Morris / Arny Freytag                 | PMOY 1984 |
| Miss October   | Tracy Vaccaro      | 04/05/1962 | Glendale, Californie         |          | Arny Freytag                                |           |
| Miss November  | Veronica Gamba     | 28/10/1963 | Buenos Aires, Argentine      |          | Arny Freytag                                |           |
| Miss December  | Terry Nihen        | 17/09/1960 | Concord, Massachusetts       |          | Richard Fegley                              |           |

### 1984
Playmate of the Year : Barbara Edwards, Miss September 1983

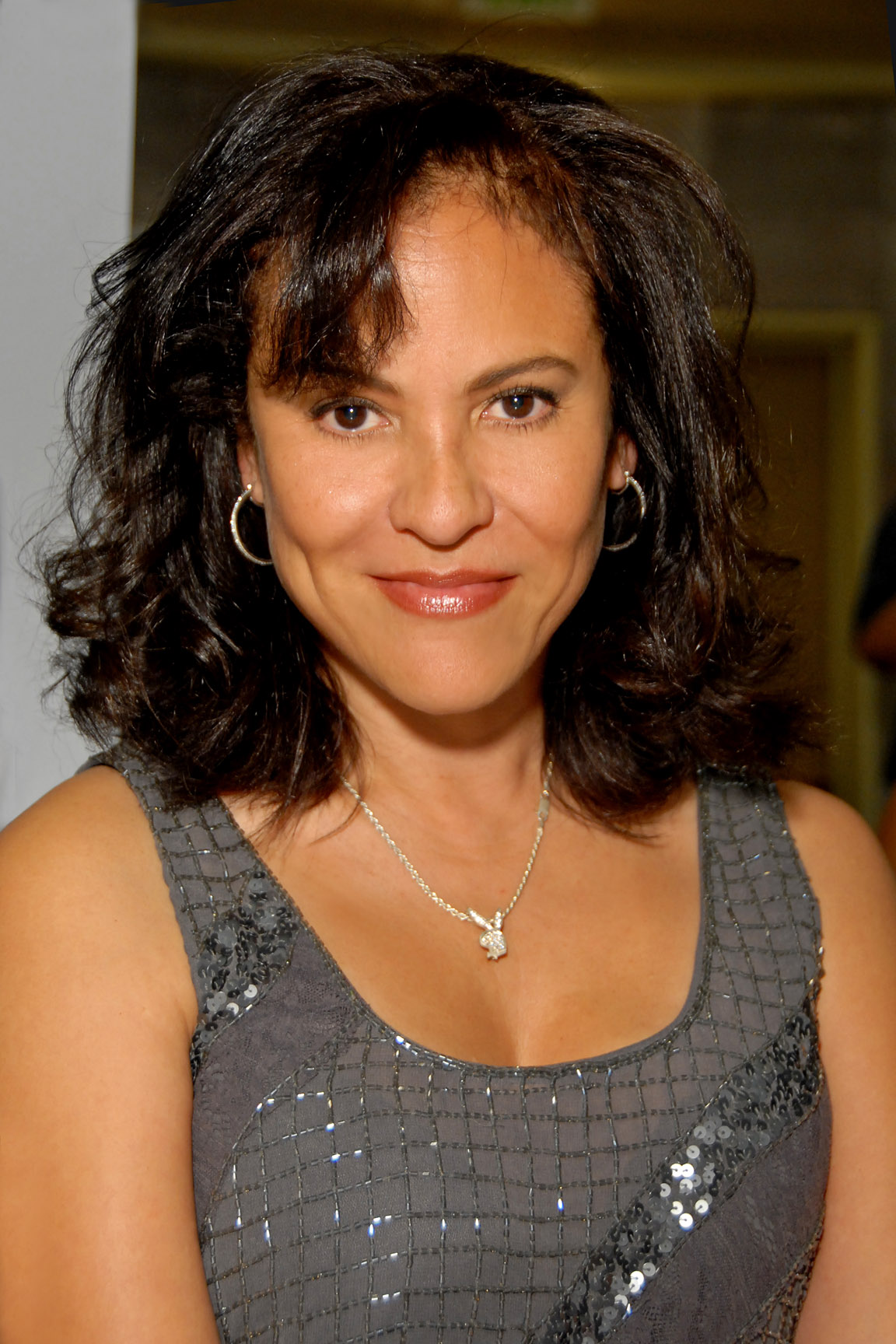
Liz Stewart

| Miss           | Playmate             | Née le     | Lieu de naissance          | Décès le   | Photos                      | Remarques             |
| -------------- | -------------------- | ---------- | -------------------------- | ---------- | --------------------------- | --------------------- |
| Miss January   | Penny Baker          | 05/10/1965 | Buffalo, New York          |            | Arny Freytag                | Playmate anniversaire |
| Miss February  | Justine Greiner      | 19/11/1963 | Boston, Massachusetts      |            | Ken Marcus                  |                       |
| Miss March     | Dona Speir           | 07/02/1964 | Norwalk, Californie        |            | Arny Freytag                |                       |
| Miss April     | Lesa Ann Pedriana    | 24/11/1962 | Milwaukee, Wisconsin       |            | Stephen Wayda               |                       |
| Miss May       | Patty Duffek         | 27/08/1963 | Woodland Hills, Californie |            | Kerry Morris / Arny Freytag |                       |
| Miss June      | Tricia Lange         | 24/04/1957 | Hollywood, Californie      |            | Richard Fegley              |                       |
| Miss July      | Liz Stewart          | 03/07/1961 | San Francisco, Californie  |            | Kerry Morris / Arny Freytag |                       |
| Miss August    | Suzi Schott          | 19/07/1961 | Springfield, Illinois      |            | David Mecey / Pompeo Posar  |                       |
| Miss September | Kimberly Evenson     | 03/11/1962 | Bremerhaven, Allemagne     |            | Kerry Morris / Arny Freytag |                       |
| Miss October   | Debi Nicolle Johnson | 13/03/1958 | Torrance, Californie       |            | Pompeo Posar                |                       |
| Miss November  | Roberta Vasquez      | 13/02/1963 | Los Angeles, Californie    |            | Stephen Wayda               |                       |
| Miss December  | Karen Velez          | 27/01/1961 | Rockville Centre, New York | 02/07/2023 | Arny Freytag                | PMOY 1985             |

### 1985

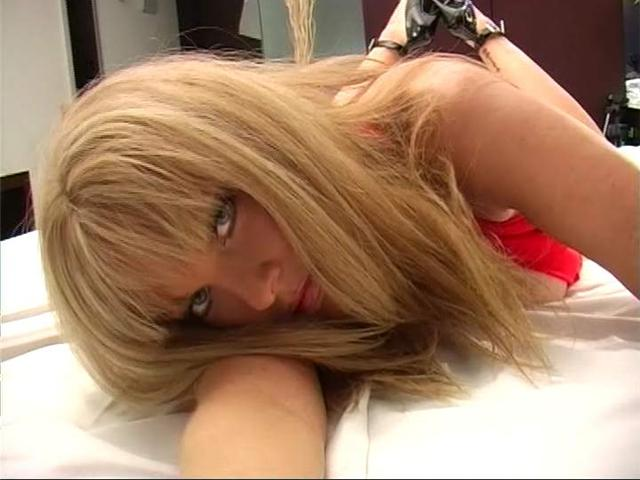
Kathy Shower

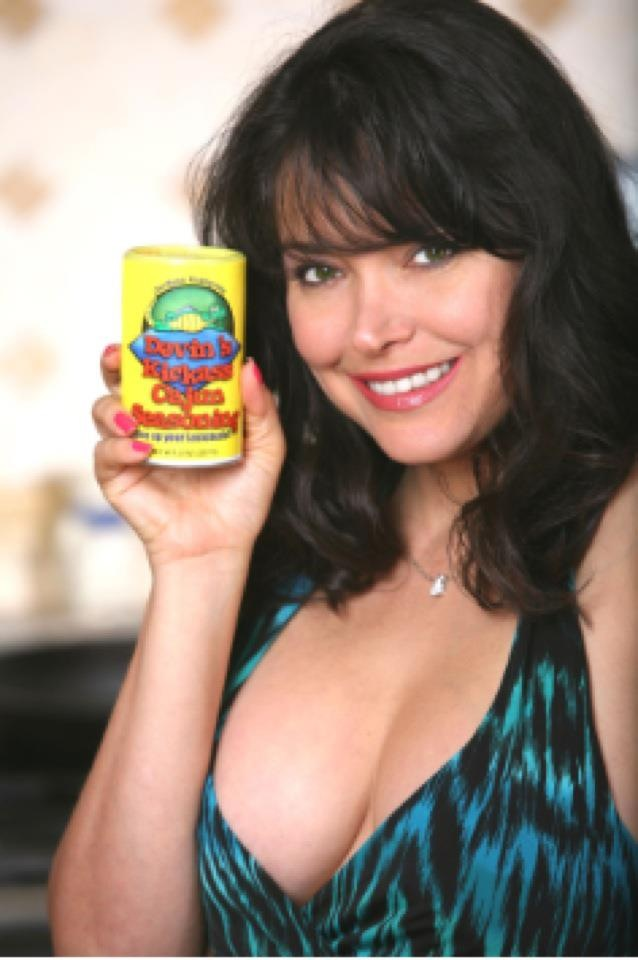
Devin DeVasquez

Playmate of the Year : Karen Velez, Miss December 1984
| Miss           | Playmate           | Née le     | Lieu de naissance        | Décès le | Photos                         | Remarques |
| -------------- | ------------------ | ---------- | ------------------------ | -------- | ------------------------------ | --------- |
| Miss February  | Cherie Witter      | 22/10/1963 | Everett, Washington      |          | Richard Fegley / Arny Freytag  |           |
| Miss March     | Donna Smith        | 15/03/1960 | Portland, Oregon         |          | Stephen Wayda                  |           |
| Miss April     | Cindy Brooks       | 05/11/1951 | Gettysburg, Pennsylvanie |          | Stephen Wayda                  |           |
| Miss May       | Kathy Shower       | 08/03/1953 | Brookville, Ohio         |          | Kerry Morris / Arny Freytag    | PMOY 1986 |
| Miss June      | Devin DeVasquez    | 25/06/1963 | Baton Rouge, Louisiane   |          | Richard Fegley                 |           |
| Miss July      | Hope Marie Carlton | 03/03/1966 | Riverhead, New York      |          | Richard Fegley                 |           |
| Miss August    | Cher Butler        | 06/03/1964 | Garland, Texas           |          | Richard Fegley                 |           |
| Miss September | Venice Kong        | 17/12/1961 | Sr. Mary, Jamaïque       |          | Kerry Morris / Richard Fegley  |           |
| Miss October   | Cynthia Brimhall   | 10/03/1964 | Ogden, Utah              |          | Richard Fegley                 |           |
| Miss November  | Pamela Saunders    | 09/07/1963 | Miami, Floride           |          | Arny Freytag / Kerry Morris    |           |
| Miss December  | Carole ficatier    | 20/02/1958 | Auxerre, France          |          | Richard Fegley / Stephen Wayda |           |

### 1986

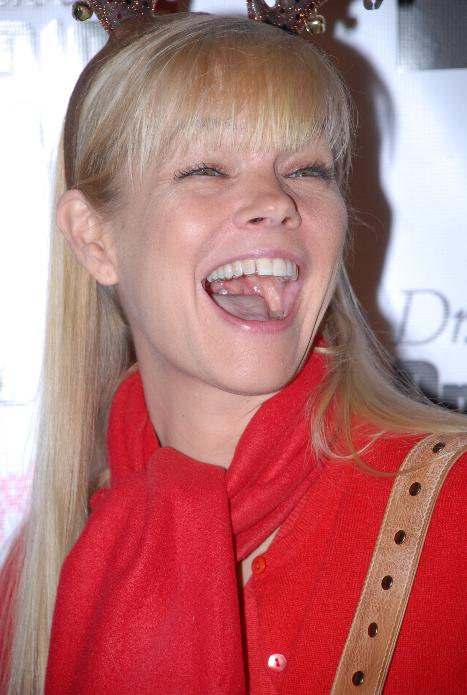
Julie McCullough

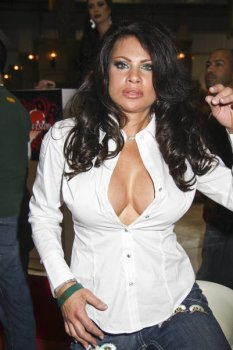
Teri Weigel

Playmate of the Year : Kathy Shower, Miss May 1985
| Miss           | Playmate           | Née le     | Lieu de naissance           | Décès le | Photos                         | Remarques |
| -------------- | ------------------ | ---------- | --------------------------- | -------- | ------------------------------ | --------- |
| Miss January   | Sherry Arnett      | 02/10/1964 | Saint Louis, Missouri       |          | Richard Fegley                 |           |
| Miss February  | Julie McCullough   | 30/01/1965 | Honolulu, Hawaii            |          | Arny Freytag                   |           |
| Miss March     | Kim Morris         | 07/10/1958 | San Diego, Californie       |          | Ken Marcus / Stephen Wayda     |           |
| Miss April     | Teri Weigel        | 24/02/1962 | Fort Lauderdale, Floride    |          | Richard Fegley                 |           |
| Miss May       | Christine Richters | 03/08/1966 | Fullerton, Californie       |          | Arny Freytag                   |           |
| Miss June      | Rebecca Ferratti   | 27/11/1964 | Helena, Montana             |          | Stephen Wayda                  |           |
| Miss July      | Lynne Austin       | 15/04/1961 | Plant City, Floride         |          | Richard Fegley / Stephen Wayda |           |
| Miss August    | Ava Fabian         | 04/04/1962 | Bewster, New York           |          | Arny Freytag / Richard Fegley  |           |
| Miss September | Rebekka Armstrong  | 20/02/1967 | Bakersfield, Californie     |          | Kerry Morris / Stephen Wayda   |           |
| Miss October   | Katherine Hushaw   | 23/10/1963 | Anaheim, Californie         |          | Kerry Morris / Stephen Wayda   |           |
| Miss November  | Donna Edmondson    | 01/02/1966 | Greesboro, Caroline du Nord |          | Arny Freytag / Stephen Wayda   | PMOY 1987 |
| Miss December  | Laurie Carr        | 11/12/1965 | Dallas, Texas               |          | Arny Freytag                   |           |

### 1987

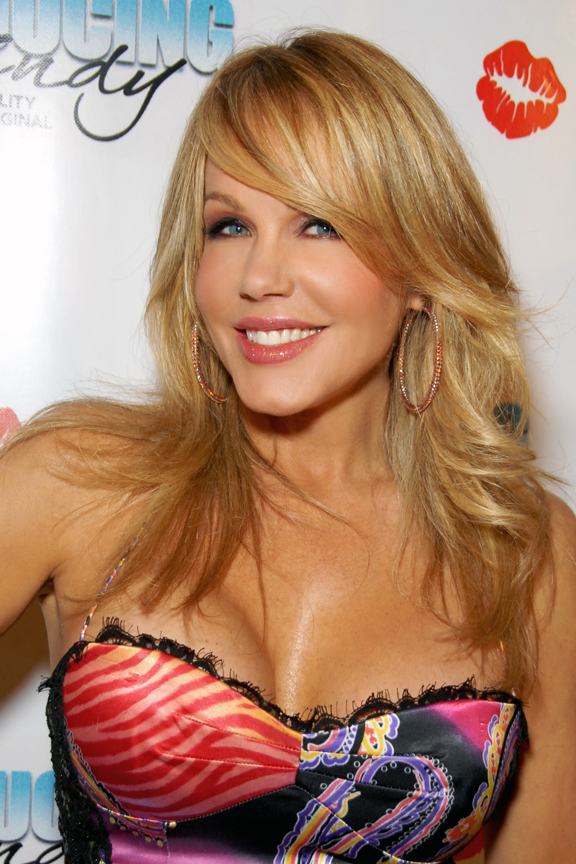
Luann Lee

Playmate of the Year : Donna Edmondson, Miss November 1986
| Miss           | Playmate        | Née le     | Lieu de naissance         | Décès le   | Photos                       | Remarques |
| -------------- | --------------- | ---------- | ------------------------- | ---------- | ---------------------------- | --------- |
| Miss January   | Luann Lee       | 28/01/1961 | Santa Monica, Californie  |            | Stephen Wayda                |           |
| Miss February  | Julie Peterson  | 29/09/1964 | Havre de Grace, Maryland  |            | Pompeo Posar / Arny Freytag  |           |
| Miss March     | Marina Baker    | 08/12/1967 | Windsor, Angleterrre      |            | Byron Newman                 |           |
| Miss April     | Anna Clark      | 19/10/1966 | San Francisco, Californie |            | Kerry Morris / Stephen Wayda |           |
| Miss May       | Kymberly Paige  | 06/04/1966 | Newport Beach, Californie |            | Richard Fegley               |           |
| Miss June      | Sandy Greenberg | 22/07/1958 | Spokane, Washington       |            | Stephen Wayda                |           |
| Miss July      | Carmen Berg     | 17/08/1963 | Bismarck, Dakota du Nord  |            | Pompeo Posar                 |           |
| Miss August    | Sharry Konopski | 02/12/1967 | Longview, Washington      | 26/08/2017 | Stephen Wayda                |           |
| Miss September | Gwen Hajek      | 18/11/1966 | Shreveport, Louisiane     |            | Arny Freytag                 |           |
| Miss October   | Brandi Brandt   | 02/11/1968 | Santa Clara, Californie   |            | Stephen Wayda                |           |
| Miss November  | Pam Stein       | 13/08/1963 | Syracuse, New York        |            | Stephen Wayda                |           |
| Miss December  | India Allen     | 01/06/1975 | Portsmouth, Virginie      |            | Arny Freytag                 | PMOY 1988 |

### 1988

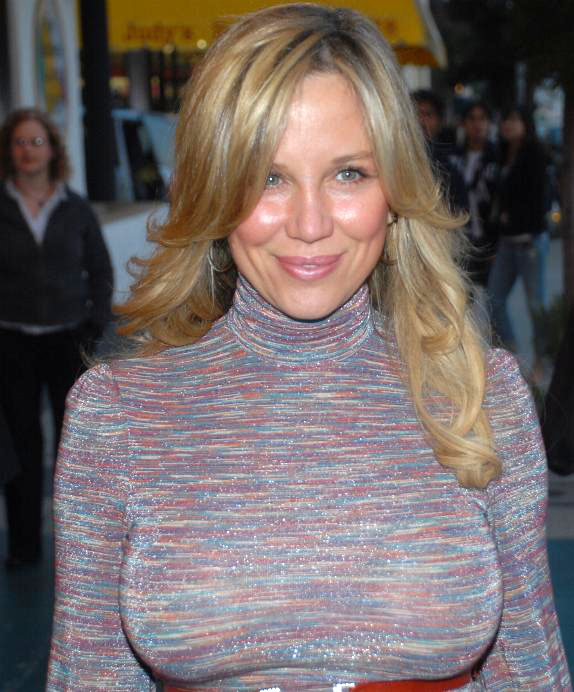
Kari Kennell

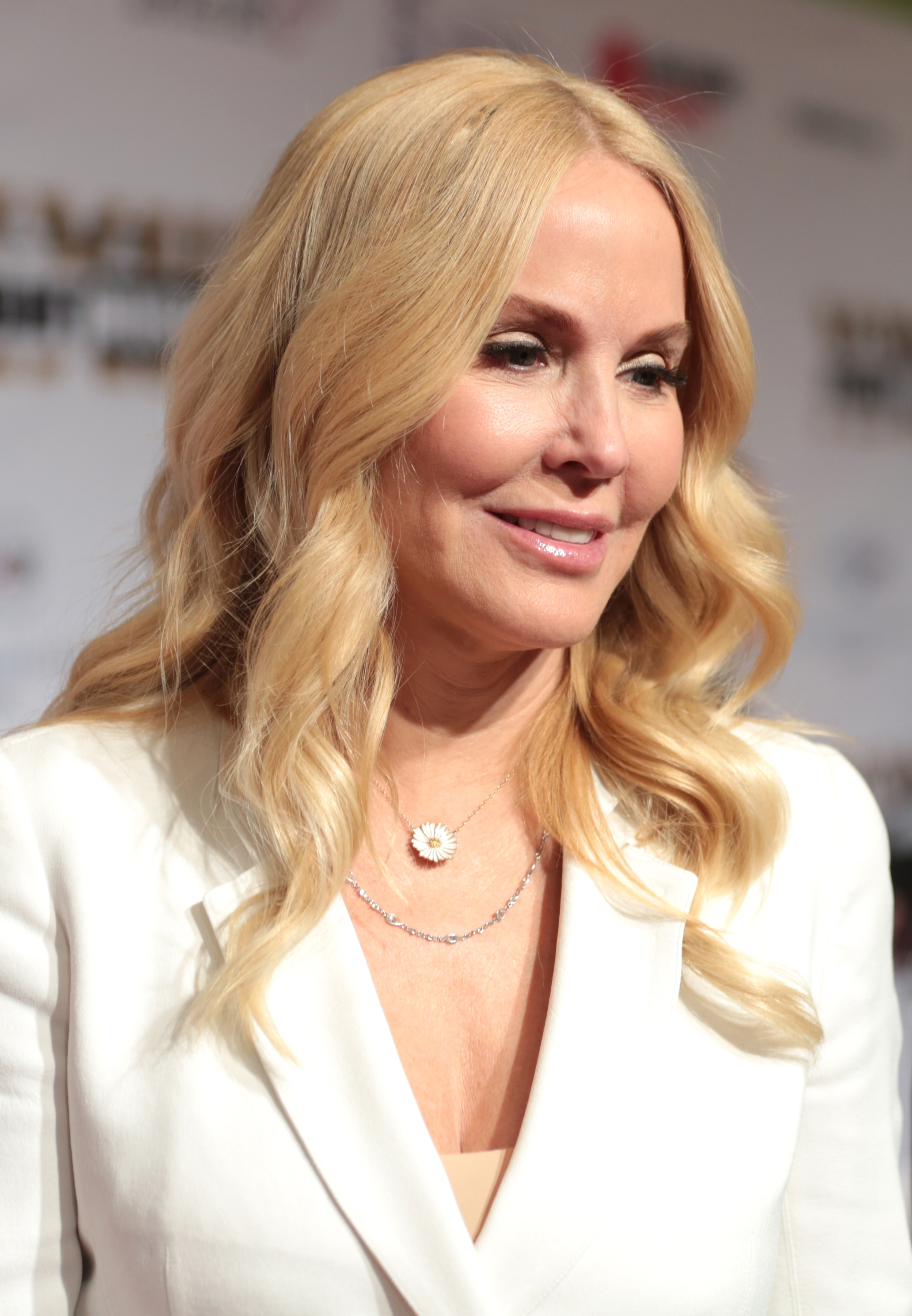
Eloise Broady

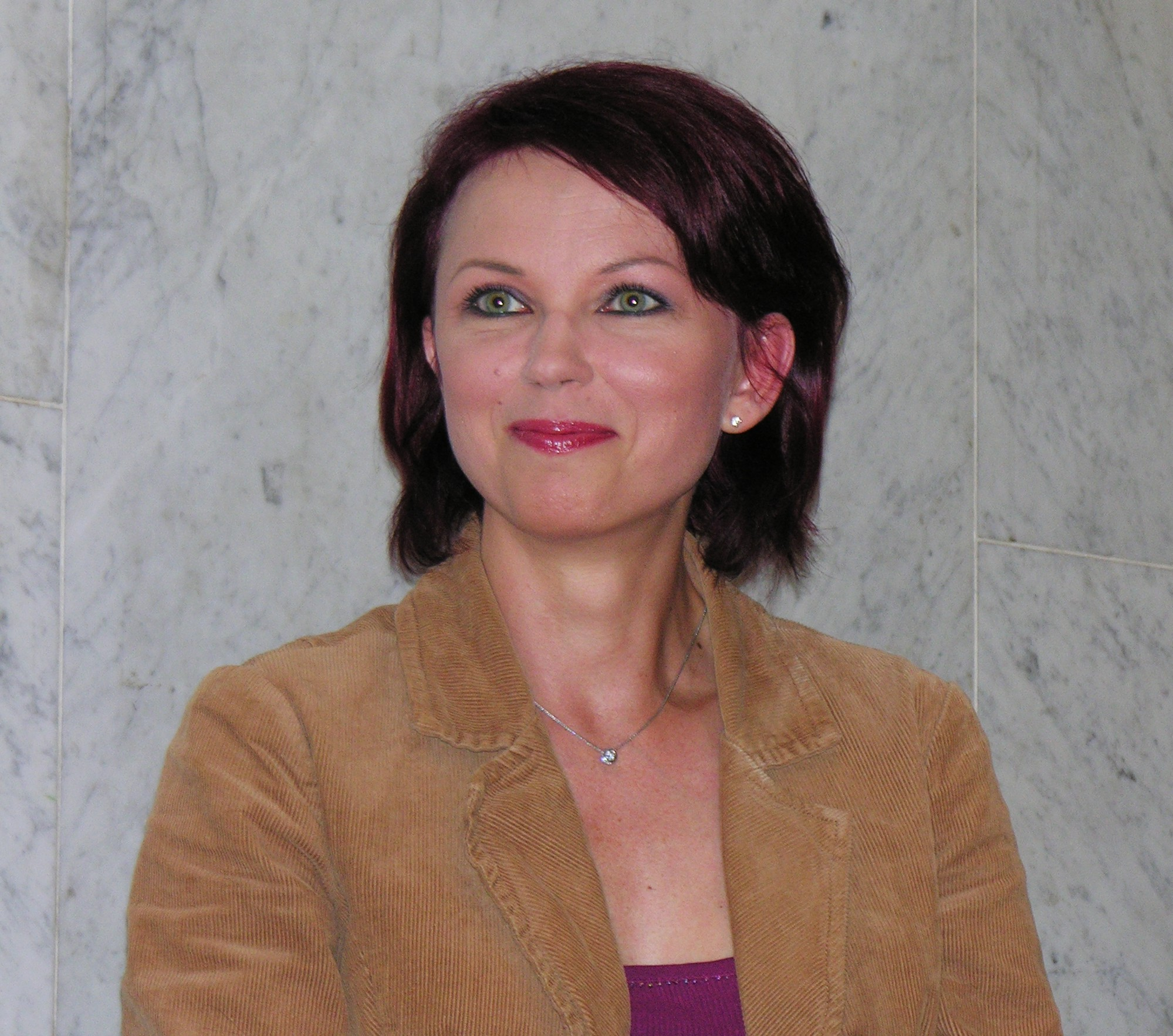
Kata Kärkkäinen

Playmate of the Year : India Allen, Miss December 1987
| Miss           | Playmate         | Née le     | Lieu de naissance          | Décès le | Photos                                      | Remarques                    |
| -------------- | ---------------- | ---------- | -------------------------- | -------- | ------------------------------------------- | ---------------------------- |
| Miss January   | Kimberley Conrad | 06/08/1963 | Moulton, Alabama           |          | Richard Fegley                              | PMOY 1989 A épousé H. Hefner |
| Miss February  | Kari Kennell     | 21/06/1964 | Colorado Springs, Colorado |          | Pompeo Posar / Arny Freytag / Stephen Wayda |                              |
| Miss March     | Susie Owens      | 28/05/1956 | Arkansas City, Kansas      |          | Pompeo Posar / Arny Freytag                 |                              |
| Miss April     | Eloise Broady    | 13/05/1957 | Houston, Texas             |          | Richard Fegley / Stephen Wayd               |                              |
| Miss May       | Diana Lee        | 11/05/1961 | Seattle, Washington        |          | Richard Fegley                              |                              |
| Miss June      | Emily Arth       | 18/10/1960 | Evanston, Illinois         |          | Richard Fegley                              |                              |
| Miss July      | Terri Lynn Doss  | 04/09/1963 | Chicago, Illinois          |          | Richard Fegley                              |                              |
| Miss August    | Helle Michaelsen | 02/11/1968 | Aalborg, Danemark          |          | Richard Fegley                              |                              |
| Miss September | Laura Richmond   | 23/08/1966 | Fort Dix, New Jersey       |          | Richard Fegley                              |                              |
| Miss October   | Shannon Long     | 11/02/1969 | Gladstone, Australie       |          | Stephen Wayda                               |                              |
| Miss November  | Pia Reyes        | 03/07/1964 | Manille, Philippines       |          | Arny Freytag                                |                              |
| Miss December  | Kata Karkkainen  | 27/10/1968 | Helsinki, Finlande         |          | Stephen Wayda / Byron Newman                |                              |

### 1989

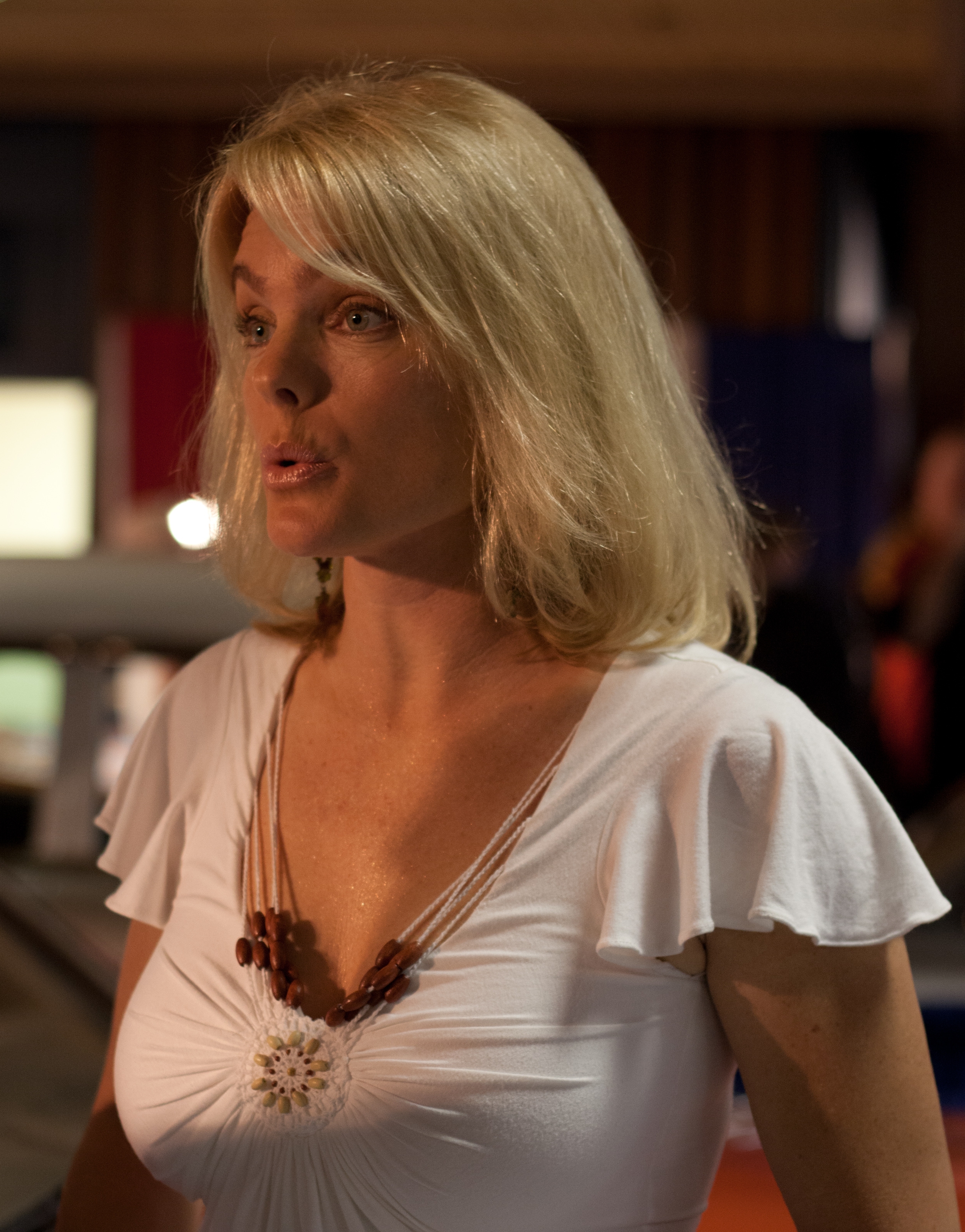
Erika Eleniak

Playmate of the Year : Kimberley Conrad, Miss January 1988
| Miss           | Playmate                | Née le     | Lieu de naissance        | Décès le   | Photos         | Remarques                               |
| -------------- | ----------------------- | ---------- | ------------------------ | ---------- | -------------- | --------------------------------------- |
| Miss January   | Fawna MacLaren          | 18/12/1965 | Santa Monica, Californie |            | Richard Fegley | Playmate anniversaire                   |
| Miss February  | Simone Eden             | 14/06/1970 | Arcadia, Californie      |            | Stephen Wayda  | Fille de Carol Eden, Miss December 1960 |
| Miss March     | Laurie Wood             | 23/06/1967 | Orange, Californie       |            | Arny Freytag   |                                         |
| Miss April     | Jennifer Lyn Jackson    | 21/03/1969 | Cleveland, Ohio          | 22/01/2010 | Arny Freytag   |                                         |
| Miss May       | Monique Noel            | 28/04/1967 | Salem, Oregon            |            | Richard Fegley |                                         |
| Miss June      | Tawnni Cable            | 01/05/1967 | Salem, Oregon            |            | Stephen Wayda  |                                         |
| Miss July      | Erika Eleniak           | 29/09/1969 | Glendale, Californie     |            | Richard Fegley |                                         |
| Miss August    | Gianna Amore            | 05/04/1968 | Warwick, Rhode Island    | 27/02/2024 | Arny Freytag   |                                         |
| Miss September | Karin Van Breeschooten  | 15/11/1970 | Rotterdam, Hollande      |            | Stephen Wayda  | Sœur jumelle de Mirjam                  |
| Miss September | Mirjam Van Breeschooten | 15/11/1970 | Rotterdam, Hollande      |            | Stephen Wayda  | Sœur jumelle de Karin                   |
| Miss October   | Karen Foster            | 21/04/1965 | Lufkin, Texas            |            | Stephen Wayda  |                                         |
| Miss November  | Renee Tenison           | 02/12/1968 | Caldwell, Idaho          |            | Arny Freytag   | PMOY 1990                               |
| Miss December  | Petra Verkaik           | 04/11/1966 | Los Angeles, Californie  |            | Richard Fegley |                                         |

## Sources
- (en) Répertoire des playmates par Peggy Wilkins
- (en) Référence des playmates décédées